# Nusantara (città)
Nusantara (pronuncia indonesiana: [nusanˈtara]), ufficialmente Capitale nazionale di Nusantara (in indonesiano Ibu Kota Negara Nusantara o IKN Nusantara), sarà la futura capitale dell'Indonesia, una città di fondazione che sostituirà Giacarta, capitale dal 1945. Una prima inaugurazione di Nusantara si è avuta il 17 agosto 2024, anche se la sua costruzione non sarà ultimata prima del 2045.
Situata sulla costa orientale dell'isola del Borneo, in un territorio già parte della provincia del Kalimantan Orientale, la città dovrebbe comprendere un'area di 2 560 km², caratterizzata da un paesaggio collinare, una foresta e una baia.

## Terminologia

### Etimologia
Etimologicamente, la parola Nusantara è una parola macedonia derivato dall'antico giavanese nusa (letteralmente "isole") + antara (letteralmente "esterno"), che può essere approssimativamente tradotto come "le isole esterne" (dalla prospettiva di Giava). Il termine inizialmente si riferiva ai territori conquistati dall'impero Majapahit che corrispondevano all'attuale Indonesia.

### Nome
Nusantara è stato scelto come nuovo nome della capitale dell'Indonesia per incarnare la visione nazionale nota come Wawasan Nusantara (letteralmente "Visione Nusantara", ossia "La visione dell'arcipelago indonesiano") ed è anche un riflesso dello status del paese come stato arcipelagico. Basato sulla tradizione orale locale, come registrato nel manoscritto storico "Salasilah Kutai", prima che l'area fosse chiamata Kutai nel XIII secolo, era anche chiamata Nusentara, (letteralmente "terra che è divisa").

## Storia
Nell'aprile 2017 l'amministrazione di Joko Widodo (detto Jokowi) ha preso in considerazione lo spostamento della capitale da Giacarta, con l'intenzione di concludere la valutazione di potenziali siti alternativi per la nuova capitale dell'Indonesia entro la fine del 2017. Secondo un funzionario del Ministero della pianificazione dello sviluppo nazionale dell'Indonesia (Bappenas), il governo era determinato a spostare la capitale indonesiana fuori da Giava. Poco dopo l'annuncio del piano, Jokowi ha visitato due località alternative nel Kalimantan, Bukit Soeharto nel Kalimantan orientale e l'area del triangolo vicino a Palangka Raya nel Kalimantan centrale. Nell'aprile 2019 è stato annunciato un piano decennale per trasferire tutti gli uffici governativi in una nuova capitale. Il Ministero della pianificazione dello sviluppo nazionale ha raccomandato le tre province del Kalimantan meridionale, centrale e orientale che soddisfacevano i requisiti per una nuova capitale, incluso l'essere relativamente al sicuro da terremoti e fenomeni vulcanici.
Il 23 agosto 2019 il presidente Widodo ha presentato la lettera presidenziale R-34/Pres/08/2019, che era allegata a due direttive: (1) Rapporto di studio presidenziale sulla ricollocazione della capitale e (2) Richiesta sul sostegno del Consiglio Rappresentativo del Popolo per il trasferimento della capitale. Il 26 agosto 2019, durante il suo discorso annuale al Parlamento, Jokowi ha annunciato il piano per trasferire la capitale nel Kalimantan. La nuova città pianificata, che avrà il rango di provincia, sorgerà su un territorio costituito ritagliando parti della Reggenza di Kutai Kartanegara e della Reggenza di Penajam Paser Settentrionale nel Kalimantan Orientale, in una posizione più centrale all'interno del paese. Il piano fa parte di una strategia per ridurre la disuguaglianza di sviluppo tra Giava e le altre isole dell'arcipelago e per ridurre il congestionamento di Giacarta come polo principale dell'Indonesia. Il Ministero della pianificazione dello sviluppo nazionale ha stimato che il costo del trasferimento fosse di 466 trilioni di rupie (pari a 32,7 miliardi di dollari statunitensi) e che il governo intendesse coprire il 19% della spesa, mentre il resto dovrà provenire principalmente da partenariati pubblico-privato e investimenti diretti di imprese pubbliche e settore privato. Allo stesso tempo, verranno stanziati 40 miliardi di dollari per salvare Giacarta dall'affondamento nel prossimo decennio.
All'inizio di settembre 2021 è stato completato il Bill for Capital Relocation. Il 29 settembre l'amministrazione Widodo ha presentato al Consiglio rappresentativo del popolo (DPR) un disegno di legge per il trasferimento del capitale. Tra le molte prescrizioni, il disegno di legge conteneva il piano per la formazione dell'Autorità della Capitale (in indonesiano: Otorita Ibu Kota Negara), un'agenzia speciale responsabile della nuova capitale e rispondente al presidente. La nuova agenzia possiede qualità simili a un ministero: il titolare della carica sarebbe nominato dal presidente, ma con capacità di governo speciali simili a un governatore provinciale. La legge regolerà anche il modo in cui l'Autorità della Capitale gestirà i finanziamenti, le tasse, le retribuzioni e l'amministrazione dei beni.
A causa della presentazione del piano a metà del secondo mandato presidenziale di Jokowi, l'Assemblea deliberativa del popolo (MPR) ha approvato di nuovo l'emendamento alla Costituzione dell'Indonesia per ristabilire la propria potestà di stabilire i principi delle politiche statali (in indonesiano: Pokok - Pokok Haluan Negara, PPHN), simile al profilo delle politiche statali del Nuovo Ordine (in indonesiano: Garis Besar Haluan Negara, GBHN) per fornire sicurezza e sostenibilità al progetto e garantirne la continuazione dopo che Widodo non sarà più alla presidenza. Sulla base dei risultati del sondaggio del KedaiKOPI Survey Institute nell'agosto 2019, il 95,7% degli intervistati di Giacarta ha espresso il proprio rifiuto al piano di trasferire la capitale nel Kalimantan orientale.
Il 17 gennaio 2022, durante una riunione del comitato speciale, il ministro della pianificazione dello sviluppo nazionale Suharso Monoarfa ha annunciato che la nuova capitale della nazione si chiamerà Nusantara. La costruzione non dovrebbe iniziare prima del completamento della campagna di vaccinazione anti COVID-19.

## Progetto

### Struttura politica

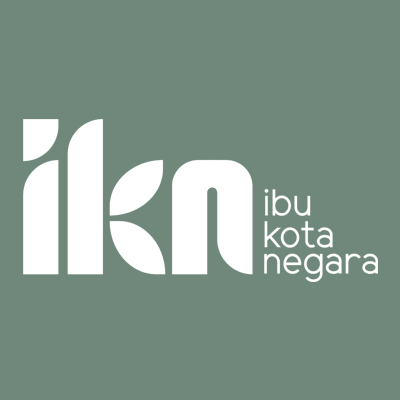
Vecchio stemma del progetto.

Amministrativamente, è probabile che il territorio della capitale si formi come una nuova provincia ricavandone il territorio dai distretti di Sepaku della Reggenza di Penajam Paser Settentrionale e di Samboja della Reggenza di Kutai Kartanegara; la città di Balikpapan formerebbe invece una semi-exclave circondata dalla capitale.

### Piano proposto

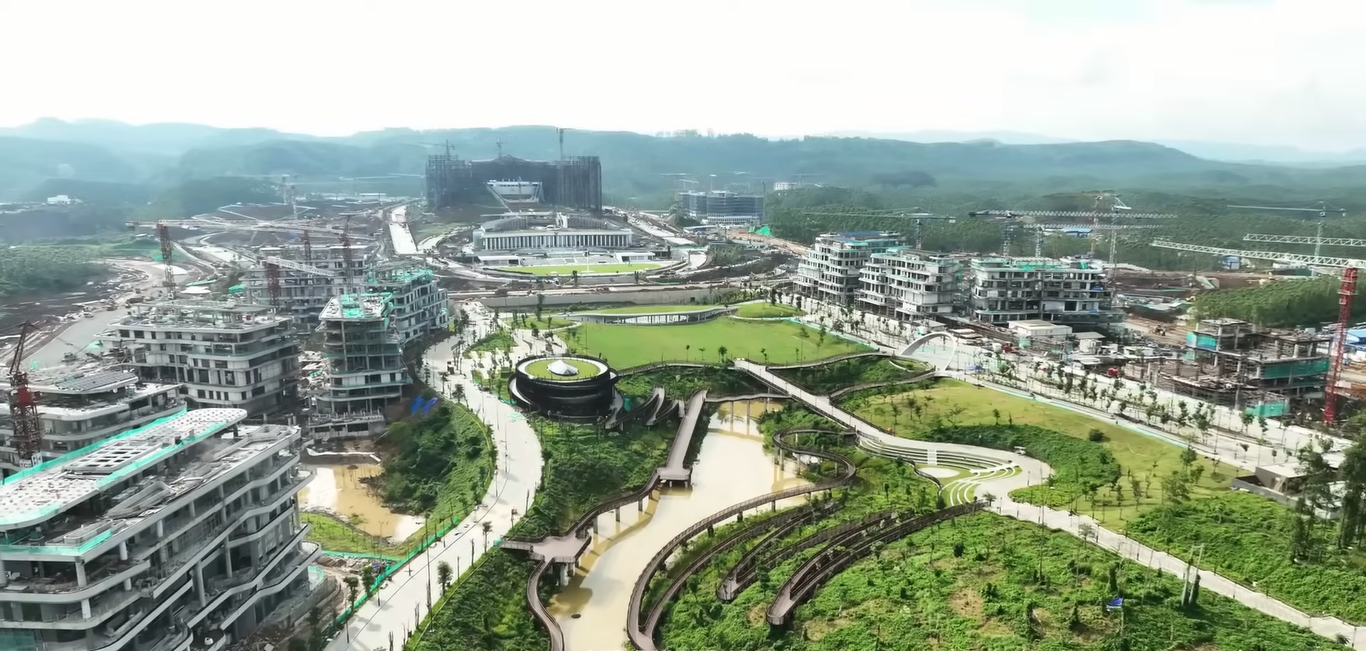
Vista sui lavori nel centro istituzionale cittadino.

Il Ministero dei Lavori pubblici e dell'Edilizia pubblica ha indetto un concorso di progettazione della capitale dal 3 ottobre al 20 dicembre 2019. Il 23 dicembre 2019 è stato annunciato ufficialmente il progetto vincitore, Nagara Rimba Nusa ("Forest Archipelagic Country"). Il governo collaborerà alla progettazione con il gruppo vincitore e con quelli dei progetti classificati secondo e terzo, nonché con degli architetti internazionali, per affinare il processo di pianificazione finale fino a marzo o aprile 2020. Designer provenienti da almeno 3 paesi (Cina, Giappone e Stati Uniti) si erano candidati a collaborare alla progettazione. Il nome scelto, che era stato suggerito circa tre mesi prima, è in linea con il concept principale del progetto vincitore.